# Matt Bissonette
Matt Bissonette (Detroit, 25 luglio 1961) è un bassista statunitense noto prevalentemente come membro della Electric Light Orchestra e della band di Elton John.

## Biografia
Fratello del batterista Gregg Bissonette, nella sua lunga carriera Biasonette ha spaziato in diversi generi musicali: dal fusion all'heavy metal, collaborando con artisti del calibro di Joe Satriani, Shark Island, David Lee Roth, Julian Lennon, Lita Ford, Steve Perry, Brian Wilson, Don Henley, Ty Tabor (dei King's X), Tom Andrews, e Peter Frampton.

## Vita privata
Ha due figli e vive nella contea di Orange in California.

## Discografia

### Con Joe Satriani
- 1992 - The Extremist
- 1993 - Time Machine
- 2002 - Strange Beautiful Music
- 2004 - Is There Love in Space?
- 2008 - Professor Satchafunkilus and the Musterion of Rock

### Altri album
- 1991 - Lita Ford - Dangerous Curves
- 1991 - David Lee Roth - A Little Ain't Enough
- 1992 - Maestro Alex Gregory - Paganini's Last Stand
- 1996 - John Parr - Under Parr
- 1998 - Gregg Bissonette - Gregg Bissonette
- 2000 - Flynn - The Day I Spoke To Dog
- 2004 - Stan Bush - Shine
- 2006 - Gianni De Chellis - Favole Per Adulti
- 2007 - Terry Ilous - Here and Gone